# Маруланда, Лина
Ли́на Мари́я Марула́нда Куарта́с (исп. Lina María Marulanda Cuartas; 15 мая 1980, Медельин, Колумбия — 22 апреля 2010, Богота, Колумбия) — колумбийская теле- и радиоведущая, фотомодель и актриса.

## Биография
Лина Мария Маруланда Куартас родилась 15 мая 1980 года в Медельине (Колумбия).
Она начала карьеру фотомодели в 12 лет. В подростковом возрасте Лина очень много работала, участвовала в модных показах и фотосессиях. В качестве фотомодели снималась в таких журналах, как: SoHo, Don Juan, Cromos, и G. В 2004 году Маруланда рассказала, что сожалеет о том, что так выросла.
В 2002 году Лина дебютировала в качестве телеведущей в CM& News. Позже в течение шести лет она вела «Noticias Caracol». Начиная с 2003 года она вела вечерние новости.
В начале 2007 года она вела реалити-шоу Challenge 20-07. В июле этого же года она вернулась в CM& News.
24 июля 2007 года Маруланда присоединилась к команде радиоведущих на W Radio.
29-летняя Лина Маруланда умерла 22 апреля 2010 года, упав с балкона своей квартиры на шестом этаже. Возможно, что это было самоубийством. В момент смерти Лины с ней рядом находились её родители и второй супруг Карлос Оньяте, с которым она находилась в бракоразводном процессе после трёх месяцев брака. Первым мужем девушки был Филип Чакон, они были женаты в 2004—2007 годах.
По сообщениям в последнее время жизни Маруланда переживала очень тяжёлые времена, что заставило её принимать антидепрессанты. Вероятно, депрессивное состояние и принятие большого количества антидепрессантов могли спровоцировать её самоубийство.

## Фильмография
- 1999—2001 Я-Бетти, дурнушка